# Idioma akawayo
El akawayo (también llamado akawaio, acawayo, akawai, acahuayo, kapon, kapong o waicá) es uno de aproximadamente 50 idiomas caribe, hablado en la región centro-occidental de Guayana, sobre todo en la región del alto Mazaruni, sus afluentes, en especial el río Ireng, y al norte del Amazonas. Aunque muchos de los que hablan el idioma no viven en aldeas, hay un número de centros poblacionales akawaio, notablemente los Kamarang, Jawalla, Waramadong, y Kako. Unas 6.000 personas hablan akawaio, algunas de ellas, si bien una minoría, en el estado Monagas y el municipio Roscio del estado Bolívar, Venezuela y en Roraima, Brasil, donde se le conoce como Ingarikó.
El akawayo es un idioma marginalmente entendible por otras lenguas caribe, como los pemón (arecuna) y macusí. Se han traducido y escrito un contable número de libros en el idioma, como partes de la Biblia, "Cómo se formó el camino entre Kurupung y Kamarang", entre otros incluyendo cuentos. Es una lengua que desciende del Karinya (Kariña) amazónico, unos 80 años a. C.

## Hablantes
Según datos recientes actualmente hay 5.986 akawaio-parlantes, distribuidos por naciones de la siguiente manera:
- Brasil: 675
- Guayana: (Guayana Esequiba): 4500
- Venezuela: 644 (1992)[2]

## Distribución Demográfica
En Brasil el idioma abunda al norte de Estado de Roraima, entre las fronteras con Venezuela y Guayana Esequiba, en esta zona al idioma se conoce como "ingarikó". En Guayana Esequiba, donde habitan la mayoría de los akawaio-parlantes, en la Región del Cuyuní - Mazaruní, en el Alto del río Mazaruní y sus afluentes Potaro, Ireng y Cotingo. En Venezuela vive en la frontera oriental del Estado Bolívar, específicamente en San Flaviano, San Martín de Turumbán y  Araymatepuy, entre otras del Municipio Autónomo Sifontes, donde sus hablantes se autonombran "Piapokos".

## Historia
Spike Gildea y Desrey Fox, lingüistas, elaboraron una ortografía para este idioma, que fue entregada a los habitantes de Guayana Esequiba. En 1873 los misioneros católicos elaboraron una escritura akawaio y tradujeron la Biblia a esta lengua.
Hasta hace unas cuatro décadas, el idioma era hablado por miles de indígenas akawaios, connacionales que originalmente habitaban las costas del delta. Posteriormente, estos grupos se internaron en las selvas de Guayana y, más tarde, se desplazaron hacia el Territorio del Esequibo, donde se establecieron y conformaron una nación amerindia.
Sin embargo, su presencia en esa región entró en conflicto con los intereses de los nativos afrodescendientes guyaneses, quienes, con el respaldo del poder británico, se apropiaron de este territorio históricamente venezolano, hoy en día objeto de una reclamación internacional.
La permanencia de los ancestros akawaios en El Esequibo originó una transculturización de sus descendientes, quienes adoptaron -por obligación- el idioma inglés, dado que les fue prohibido hablar la lengua nativa, el arahuaco. De hecho, considerándose ciudadanos venezolanos, los amerindios iniciaron en la década de los 60 lo que fue denominado “La Revuelta de Rupununi”, cuando estos indígenas proclamaron su independencia del gobierno guyanés, declarando ser ciudadanos venezolanos, fueron repelidos y expulsados del territorio en cuestión, regresando nuevamente a Venezuela e instalándose en el Estado Bolívar, específicamente en este municipio Sifontes donde se radicaron, formando comunidades bilingües, inglés-español, como San Flaviano, San Martín de Turumbán y  Araymatepuy, entre otras. Donde nuevamente sufrieron otra transculturización idiomática, esta vez por el español.
Esto, a través de los años ocasionó la extinción de su lengua madre, el akawaio. Hablado única y exclusivamente por los ancianos quienes, al desaparecer, se llevaron consigo la lengua de sus ancestros. Ya que las nuevas generaciones de indígenas arahuacos radicados en Venezuela, exactamente en la parroquia Dalla Costa y San Isidro del municipio Sifontes, adoptaron el español como su nueva lengua. Según lo señala con marcada preocupación la Capitana Indígena Dawn de Gómez.